# Hauptstrasse 115
Die Hauptstrasse 115 (französisch Route principale 115) ist eine Schweizer Hauptstrasse im Kanton Genf und eine Hauptachse der Agglomeration Genf. Sie verbindet das Stadtzentrum von Thônex mit dem Grenzübergang zu Frankreich bei Monniaz am östlichsten Punkt des Kantons Genf.
Die Route trägt im Strassennetz des Kantons Genf auf der Strecke von Thônex bis Jussy die Bezeichnung «Route cantonale 23» und von Jussy bis Monniaz «Route cantonale 52». Die verschiedenen Abschnitte der Strasse haben die Namen Avenue Tronchet, Route de Jussy und Route de Monniaz.

## Beschreibung
Die Strasse beginnt auf 415 m ü. M. im Quartier Moillesulaz, das zur Stadt Thônex gehört, an der Hauptstrasse 102 (Kantonsstrasse 2) und trägt zuerst den Namen Avenue Tronchet. Dieser Strassenname erinnert an den Verkehrsunternehmer, Politiker und Verwaltungsratspräsidenten der ehemaligen Genfer Strassenbahn Basile Tronchet (1839–1912). Nach 500 Metern mündet die Hauptstrasse in die historische Route de Jussy, die von Chêne-Bourg gegen Nordosten führt. Die Strasse überquert den neuen Tunnel der Bahnstrecke Genève–Annemasse und kreuzt auf dessen Überdeckung die 2018 eröffnete Voie Verte, eine Route des Langsamverkehrs der Agglomeration Genf.
Die Hauptstrasse 115 durchquert als Route de Jussy die nördlichen Quartiere von Thônex, kommt am Gelände der Schule Collège du Foron vorbei und erreicht im Gebiet der Gemeinde Puplinge, in der Nähe der Genfer Haftanstalt Champ-Dollon, das offene Kulturland ausserhalb der Agglomeration Genf. Die Strasse führt als Umfahrung westlich um die Ortschaft Puplinge, durchquert auf einer kurzen Strecke das Gebiet von Presinge, wo sie den Nant du Paradis (auf Deutsch übersetzt «Paradiesbach») überquert, der ein Zufluss des Seymaz ist und über diesen und die Arve zum Flusssystem der Rhone gehört. Danach erreicht die Strasse das ausgedehnte Gemeindegebiet von Jussy. In seiner Nähe liegt die 1974 errichtete Berufsfachschule für Gartenbau Centre de Lullier. Die Hauptstrasse führt im Tal des Baches Chamboton, das von Rebbergen geprägt ist, am Weiler Le Grand Sionnet und am Schloss Le Crest vorbei und dann durch die Dörfer Jussy-l’Eglise und Le Château-l’Evêque, wo südlich der Strasse ein Wasserturm der Region Genf steht.
Östlich von Jussy durchquert die Hauptstrasse unter der Bezeichnung Route de Monniaz den grossen Staatswald Bois de Jussy mit dem Gebiet Grands-Bois, in welchem der Nant du Paradis entspringt. Südlich der Strasse liegt ein Feuchtgebiet, das als Naturschutzgebiet Maison de la Forêt und als ein Amphibienlaichgebiet von nationaler Bedeutung geschützt ist.
Bei Les Châtaignères verlässt die Strasse das Waldgebiet und erreicht den Weiler Monniaz und die Zollstation an der Grenze zwischen Frankreich und der Schweiz. Sie mündet in die französische Departementsstrasse Route de Moniaz in der Gemeinde Saint-Cergues im Département Haute-Savoie. An dieser Strasse liegt nahe beim Grenzübergang der östlichste Punkt des Kantons Genf, der mit einem Grenzstein mit der Nummer 136 markiert ist; das Gebiet von Monniaz-Les Arales ist zudem die am höchsten gelegene Landschaft des Kantons auf 513 m ü. M. bis 517 m ü. M. und liegt 100 Meter höher als Thônex.
Auf der Hauptstrasse verkehrt die Linie 32 Thônex–Monniaz des Genfer Verkehrsunternehmens Genève-Tours.

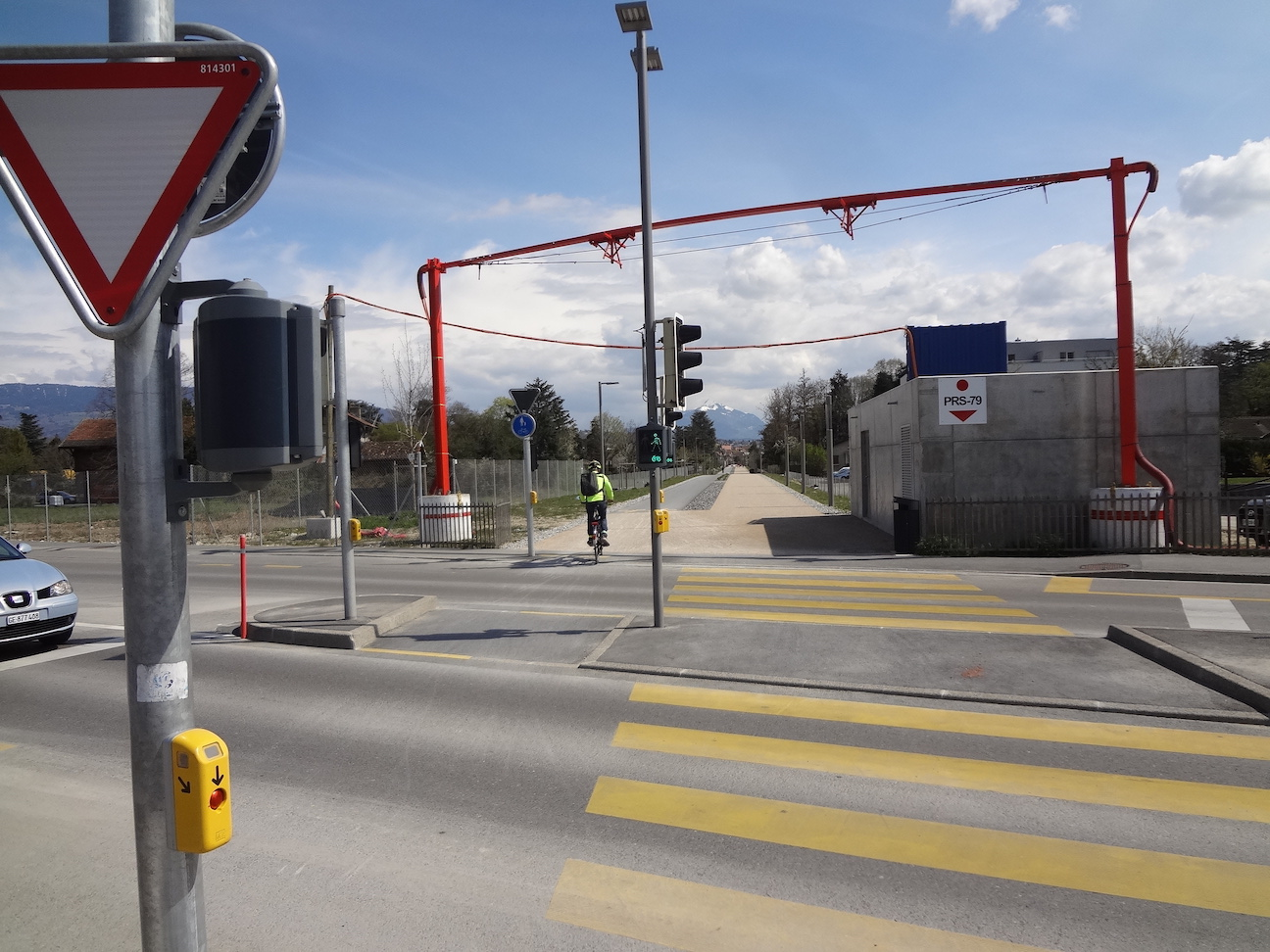
Kreuzung mit der Voie Verte in Thônex
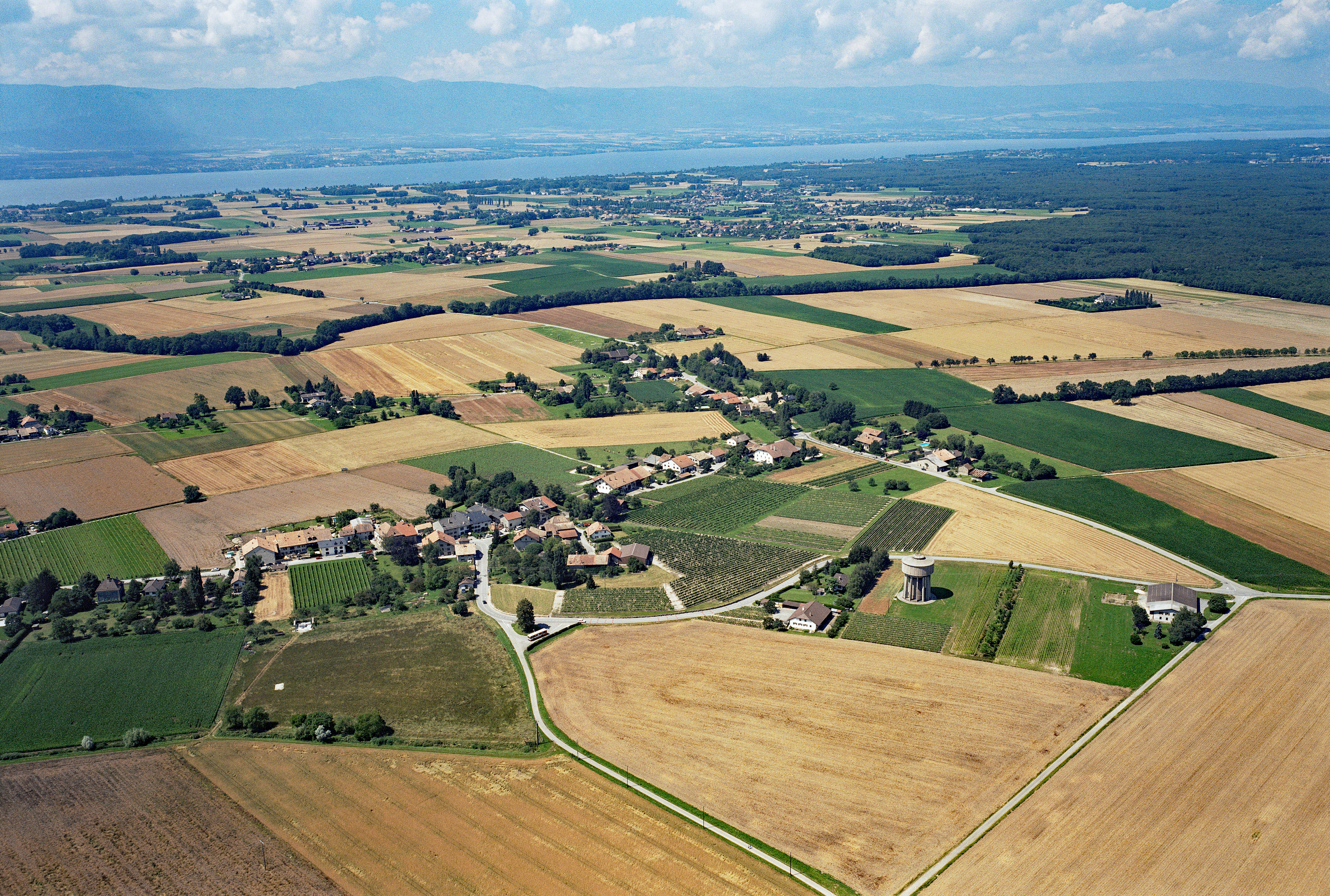
Strasse in Château l’Evèque
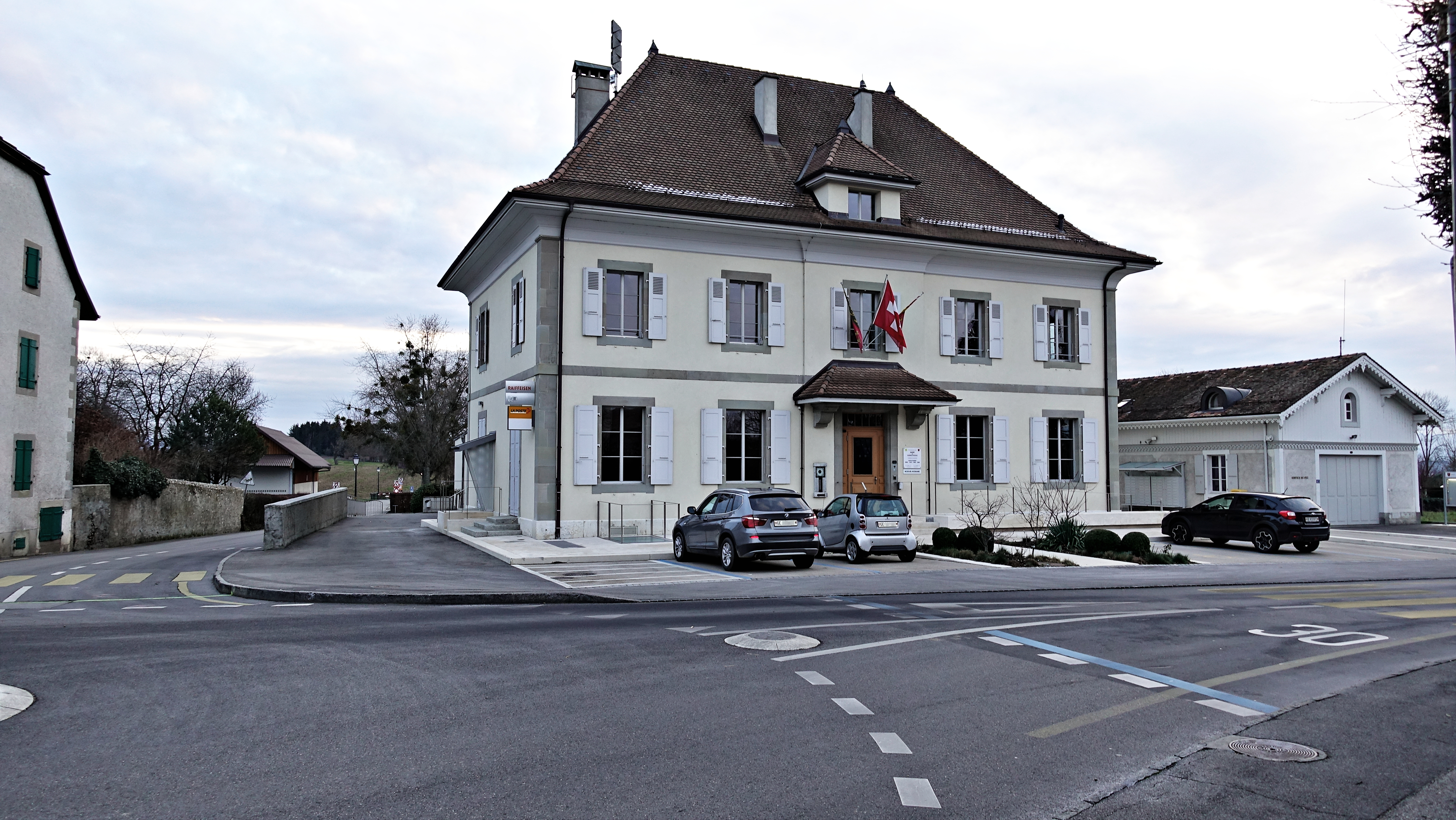
Gemeindeverwaltung von Jussy neben der Strassenkreuzung
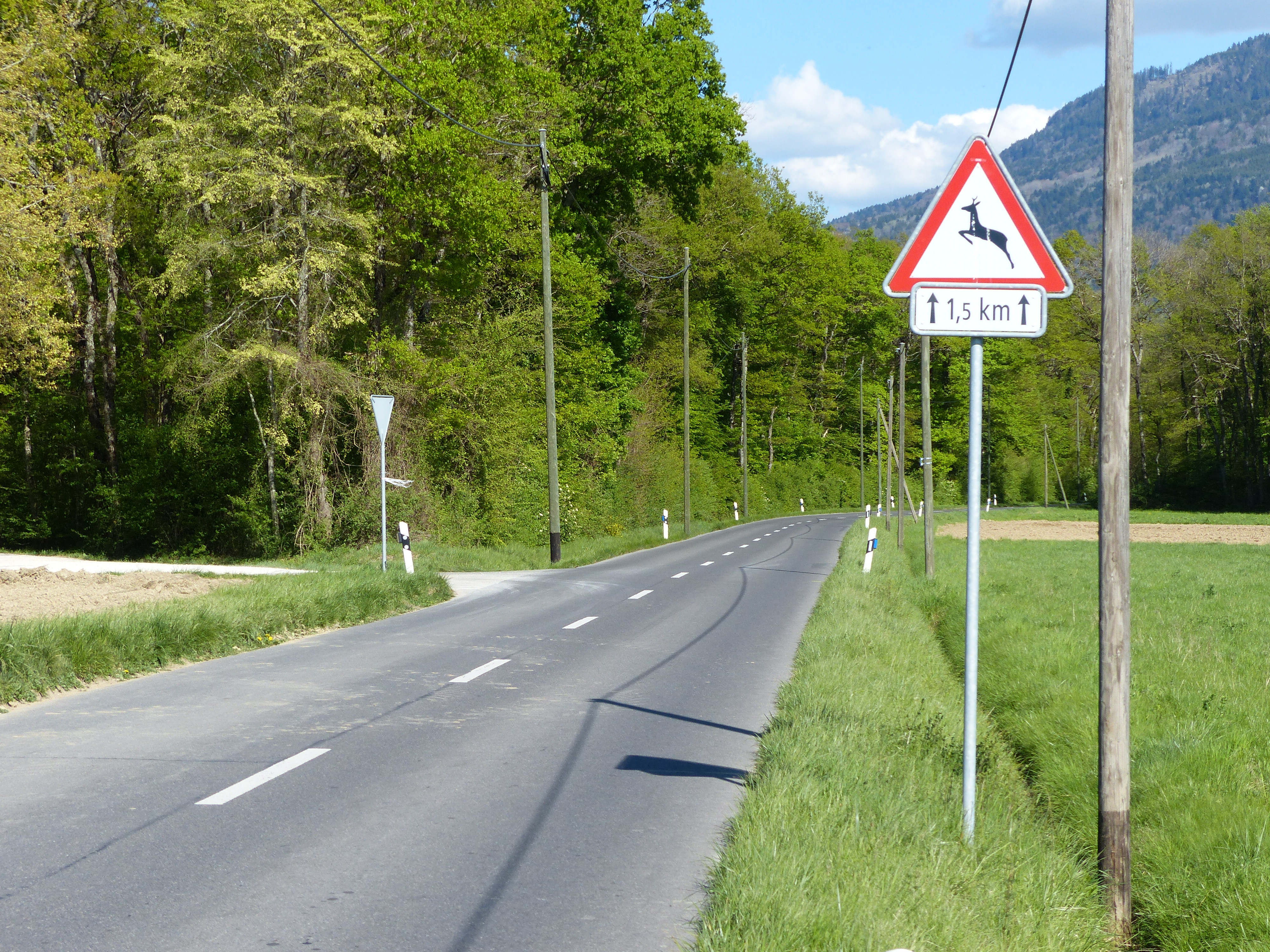
Eintritt der Hauptstrasse in den Bois de Jussy
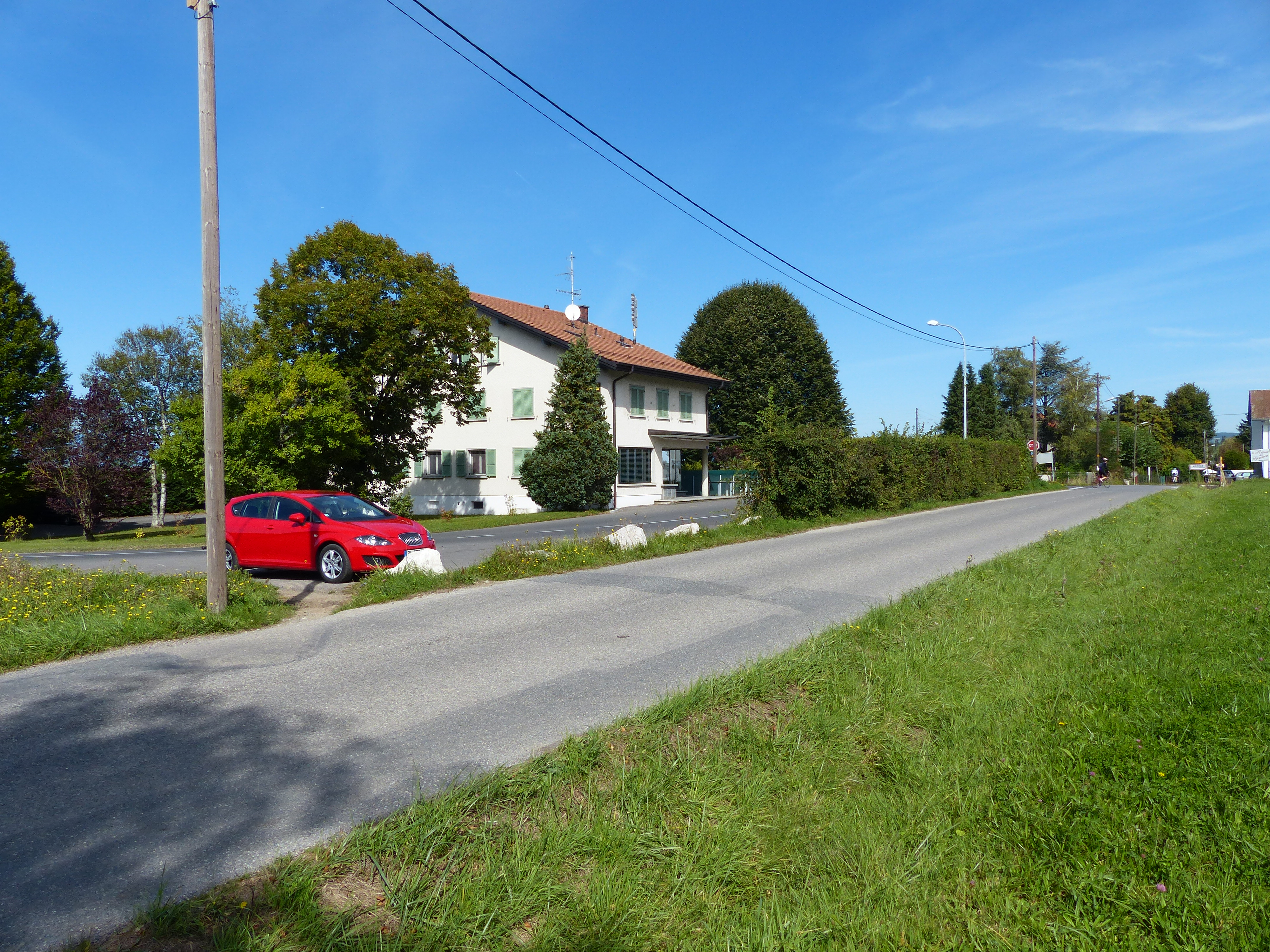
Schweizer Zollstation in Monniaz